# 柬埔寨瑞爾
瑞爾（也譯為里耳）為柬埔寨目前流通的貨幣。
1953年，柬埔寨廢止法屬印度支那元，發行本國的貨幣「瑞爾」。「瑞爾」一詞，一說得名於高棉語中一種小魚的名字；一說是借詞，得名於19世紀流通的雷亞爾。
第一版的瑞爾於1975年5月被廢止。紅色高棉奪取政權後，曾印刷新的鈔票，計劃取代舊版瑞爾作為新的流通貨幣。但不久以後紅色高棉決定採用以物易物的方式進行貿易，貨幣流通遭到禁止。1993年，紅色高棉在其控制區曾自行發行一套貨幣，至1999年紅色高棉勢力覆滅後終止流通。
1980年4月1日，柬埔寨重建貨幣體系，發行第二版的瑞爾。
該貨幣編號為KHR。

## 流通中的貨幣

### 硬幣

柬埔寨的四款硬幣。

正面是不同的圖案，背面有面值。然而習慣上硬幣被視為貧窮的象徵，市場上幾乎無人使用，小額消費也幾乎全由紙鈔交易。
- 50 瑞爾
  - 正面：独立纪念碑
  - 背面：面值
- 100 瑞爾
  - 正面：吳哥窟
  - 背面：面值
- 200 瑞爾
  - 正面：
  - 背面：面值
- 500 瑞爾
  - 正面：柬埔寨國徽
  - 背面：面值

### 紙幣
- 50 瑞爾
  - 正面：女王宮
  - 背面：水壩
- 100 瑞爾（2001 年）
  - 正面：獨立紀念碑
  - 背面：學校
- 100 瑞爾（2014 年）
  - 正面：佛像、國父諾羅敦·西哈努克出家像
  - 背面：高棉雕像、佛寺
- 200瑞尔（2022年）
  - 正面：国王诺罗敦·西哈莫尼

柬埔寨流通中的12款紙幣，注意並不是紀念鈔。

  - 背面：金边皇宫的月光亭、西索尔国王的雕像
- 500 瑞爾（2002 年）
  - 正面：吴哥窟
  - 背面：湄公河
- 500 瑞爾（2014 年）
  - 正面：佛像、諾羅敦·西哈莫尼
  - 背面：跨過湄公河的大橋、紀念碑
- 1000 瑞爾
  - 正面：吳哥城
  - 背面：施亞努市的港口
- 1000 瑞爾（紀念鈔）
  - 正面：佛像、柬埔寨國徽、諾羅敦·西哈努克
  - 背面：金鑾殿王宮、承載著諾羅敦·西哈努克的遺體
- 1000瑞尔（2016年）
  - 正面：诺罗敦·西哈努克国王
  - 背面：皇宫正殿、金纳瑞
- 2000 瑞爾
  - 正面：柏威夏寺
  - 背面：吳哥窟內正在工作的人
- 2000 瑞爾（紀念鈔）
  - 正面：佛像、柬埔寨國徽、諾羅敦·西哈努克
  - 背面：諾羅敦·西哈努克和兩個士兵
- 2000瑞尔（2022年）
  - 正面：诺罗敦·西哈莫尼国王
  - 背面：磅同省狮王妙、青狮石雕
- 5000 瑞爾
  - 正面：諾羅敦·西哈努克
  - 背面：暹粒市的大橋
- 5000瑞尔
  - 正面：诺罗敦·西哈努克
  - 背面：柬日友谊大桥
- 10000 瑞爾
  - 正面：諾羅敦·西哈努克
  - 背面：一座皇宮
- 10000瑞尔（2015年）
  - 正面：诺罗敦·西哈莫尼
  - 背面：涅盘宫、巴拉哈马石雕
- 15000瑞尔（纪念钞）
  - 正面：诺罗敦·西哈莫尼
  - 背面：诺罗敦·西哈努克、诺罗敦·莫尼列和诺罗敦·西哈莫尼
- 20000 瑞爾
  - 正面：諾羅敦·西哈努克
  - 背面：吳哥窟的景色、四面觀世音菩薩
- 20000瑞尔（2017年）
  - 正面：诺罗敦·西哈莫尼
  - 背面：吴哥窟女王宫、石雕
- 30000瑞尔（纪念钞）
  - 正面：诺罗敦·西哈努克
  - 背面：诺罗敦·西哈努克，洪森
- 50000 瑞爾（2001 年）
  - 正面：諾羅敦·西哈努克
  - 背面：吴哥窟
- 50000 瑞爾（2014 年）
  - 正面：諾羅敦·西哈努克
  - 背面：佛像、小象雕塑
- 100000 瑞爾（紀念鈔）
  - 正面：柬埔寨國徽、諾羅敦·西哈努克、诺罗敦·莫尼列、佛像
  - 背面：諾羅敦·西哈努克、诺罗敦·莫尼列和诺罗敦·西哈莫尼的石雕

## 外部連結
- 唐的世界硬币画廊：Cambodia
- 罗恩·怀斯的世界纸币：Cambodia 镜像网站
- 现代金融系统表格－库尔特·舒勒制作：Asia 镜像网站
- 环球货币历史：Cambodia
- 《环球金融资料》系列：Cambodia Riel
- 《环球金融资料》货币历史表格（ 微软试算表格式）
- 柬埔寨的历史钞票 （页面存档备份，存于） （英文）（德文）（法文）